# Paso de Arena
Paso de Arena es una localidad del municipio de Coyuca de Catalán en el estado de Guerrero, México. Dentro de las 385 localidades pertenecientes al municipio, Paso de Arena es la tercera localidad principal, siendo Coyuca de Catalán la primera y Amuco de la Reforma la segunda. Paso de Arena conforma el 5.37% del porcentaje de población municipal.

## Demografía

### Población
De acuerdo al Censo de Población y Vivienda del INEGI realizado en el 2010, contaba con una población total de 2,272 habitantes, de los cuales 1,197 son mujeres y 1,075 son hombres. La relación de hombres y mujeres es de 1.113. Está clasificado con un grado de marginación alto y rezago social bajo. La tasa de crecimiento reportado en el 2000 fue de 0.2.

### Vivienda
Según el INEGI, en el Censo de Población y Vivienda del año 2000, Paso de Arena contaba con:
- 594 viviendas particulares habitadas.
- 99 viviendas particulares habitadas con agua entubada.
- 256 viviendas particulares habitadas con drenaje.
- 572 viviendas particulares habitadas con energía eléctrica.

## Clima
El clima que se da en el municipio es cálido-subhúmedo, con temperaturas máximas de 38 °C en el verano, y mínimas de 25 °C en el invierno.